# Gare de Roux
La gare de Roux est une gare ferroviaire belge de la ligne 124, de Bruxelles-Midi à Charleroi-Central, située à Roux section de la ville de Charleroi dans la province de Hainaut en Région wallonne.
Elle est mise en service en 1843 par l'administration des Chemins de fer de l'État belge.
C'est une halte voyageurs de la Société nationale des chemins de fer belges (SNCB), desservie par des trains Suburbains (S), et d’Heure de pointe (P).

## Situation ferroviaire
Établie à 113 mètres d'altitude, la gare de Roux est située au point kilométrique (PK) 48,231 de la ligne 124, de Bruxelles-Midi à Charleroi-Central, entre les gares ouvertes de Courcelles-Motte et de Marchienne-au-Pont.

## Histoire

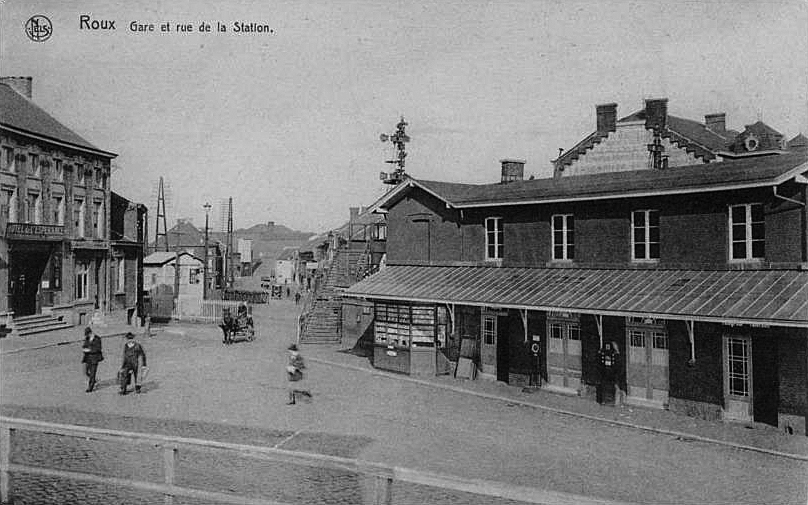
La place et la gare vers 1900

La halte de Roux est mise en service en 1843 par les Chemins de fer de l'État belge lesquels ont inauguré le 23 octobre la section de Luttre à Charleroi (Sud) de la ligne de Braine-le-Comte à Namur. Le 21 février 1849, le tarif est modifié pour les voyageurs et les bagages. Le 22 septembre 1851, a lieu à Bruxelles, la mise en adjudication publique de la construction d'un bâtiment des recettes, avec ses dépendances, pour la station de Roux.
Devenue station, au début des années 1860, Roux est ouverte à tous les transports. Cette première gare se situait à droite du passage à niveau (actuel pont de chemin de fer sur la rue des Alliés).
La surélévation des voies pour supprimer la traversée à niveau, et la construction d'un nouveau bâtiment de gare sont mentionnés dès 1898t mais ces travaux tardent à démarrer.
Lors de la surélévation des voies, un important bâtiment voyageurs, est édifié en 1930 ou 1936 en remplacement du précédent. Il se trouve à 200 m au nord du premier.
Le 23 mai 1993, le guichet est fermé et la vente des titres de transport est supprimée.
À la fin des années 1990, le bâtiment voyageurs est loué (bail emphytéotique) à la municipalité qui le réhabilite, en 1998, en y aménageant des logements sociaux (en surhaussant deux ailes à un étage et en comblant une cour intérieure). L'accès aux quais se fait par un couloir qui donne sur la place en débouchant à l'emplacement de l'ancienne entrée de la gare.

## Service des voyageurs

### Accueil
Halte SNCB, c'est un point d'arrêt non géré (PANG) à accès libre.
Un souterrain permet la traversée des voies et le passage d'un quai à l'autre.

### Desserte
Roux est desservie par des trains Suburbains (S) et d’Heure de pointe (P) de la SNCB sur la Ligne 124 de la SNCB.
En semaine, la desserte comprend des trains S19 entre Bruxelles-National-Aéroport et Charleroi-Central (toutes les heures) renforcés par deux paires trains P aller-retour reliant Luttre à Charleroi-Central le matin et deux autres en fin d’après-midi. Tôt le matin, il existe également un unique train S1 entre Charleroi-Central et Anvers-Central.
Les week-ends et jours fériés, la desserte est constituée de trains L reliant La Louvière-Centre à Charleroi-Central via Luttre (toutes les deux heures).

### Intermodalité
Un parc pour les vélos y est aménagé. Le stationnement des véhicules est possible à proximité de l'ancien bâtiment voyageurs.

## Comptage voyageurs
Le graphique et le tableau montrent le nombre de passagers qui en moyenne embarquent durant la semaine, le samedi et le dimanche.
| Nombre de voyageurs qui embarquent à la gare de Roux | Nombre de voyageurs qui embarquent à la gare de Roux | Nombre de voyageurs qui embarquent à la gare de Roux | Nombre de voyageurs qui embarquent à la gare de Roux |
|                                                      | Semaine                                              | Samedi                                               | Dimanche                                             |
| ---------------------------------------------------- | ---------------------------------------------------- | ---------------------------------------------------- | ---------------------------------------------------- |
| 1977                                                 | 1 086                                                | 272                                                  | 192                                                  |
| 1978                                                 | 987                                                  | 270                                                  | 190                                                  |
| 1979                                                 | 1 073                                                | 275                                                  | 216                                                  |
| 1980                                                 | 1 035                                                | 221                                                  | 141                                                  |
| 1981                                                 | 932                                                  | 208                                                  | 136                                                  |
| 1982                                                 | 1 068                                                | 226                                                  | 131                                                  |
| 1983                                                 | 888                                                  | 185                                                  | 94                                                   |
| 1984                                                 | 722                                                  | 111                                                  | 100                                                  |
| 1985                                                 | 514                                                  | 111                                                  | 77                                                   |
| 1986                                                 | 499                                                  | 133                                                  | 82                                                   |
| 1987                                                 | 420                                                  | 130                                                  | 61                                                   |
| 1988                                                 | 437                                                  | 99                                                   | 79                                                   |
| 1989                                                 | 457                                                  | 110                                                  | 53                                                   |
| 1990                                                 | 275                                                  | 109                                                  | 50                                                   |
| 1991                                                 | 335                                                  | 79                                                   | 60                                                   |
| 1992                                                 | 321                                                  | 97                                                   | 55                                                   |
| 1993                                                 | 246                                                  | 73                                                   | 50                                                   |
| 1994                                                 | 267                                                  | 30                                                   | 30                                                   |
| 1995                                                 | 201                                                  | 17                                                   | 25                                                   |
| 1996                                                 | 257                                                  | 26                                                   | 12                                                   |
| 1997                                                 | 225                                                  | 29                                                   | 19                                                   |
| 1998                                                 | 182                                                  | 26                                                   | 24                                                   |
| 1999                                                 | 184                                                  | 24                                                   | 16                                                   |
| 2000                                                 | 256                                                  | 42                                                   | 32                                                   |
| 2001                                                 | 165                                                  | 17                                                   | 9                                                    |
| 2002                                                 | 174                                                  | 16                                                   | 9                                                    |
| 2003                                                 | 167                                                  | 24                                                   | 14                                                   |
| 2004                                                 | 164                                                  | 23                                                   | 12                                                   |
| 2005                                                 | 179                                                  | 18                                                   | 15                                                   |
| 2006                                                 | 167                                                  | 14                                                   | 14                                                   |
| 2007                                                 | 163                                                  | 14                                                   | 16                                                   |
| 2008                                                 | -                                                    | -                                                    | -                                                    |
| 2009                                                 | 151                                                  | 13                                                   | 13                                                   |
| 2010                                                 | -                                                    | -                                                    | -                                                    |
| 2011                                                 | -                                                    | -                                                    | -                                                    |
| 2012                                                 | 159                                                  | 25                                                   | 16                                                   |
| 2013                                                 | 202                                                  | 16                                                   | 11                                                   |
| 2014                                                 | 168                                                  | 19                                                   | 9                                                    |
| 2015                                                 | 144                                                  | 23                                                   | 18                                                   |
| 2016                                                 | 141                                                  | 14                                                   | 16                                                   |
| 2017                                                 | 135                                                  | 25                                                   | 23                                                   |
| 2018                                                 | 128                                                  | 34                                                   | 16                                                   |
| 2019                                                 | 134                                                  | 32                                                   | 16                                                   |
| 2020                                                 | 92                                                   | 26                                                   | 23                                                   |
| 2021                                                 | -                                                    | -                                                    | -                                                    |
| 2022                                                 | 170                                                  | 79                                                   | 39                                                   |
| 2023                                                 | 153                                                  | 26                                                   | 62                                                   |
| 2024                                                 | 141                                                  | 35                                                   | 36                                                   |

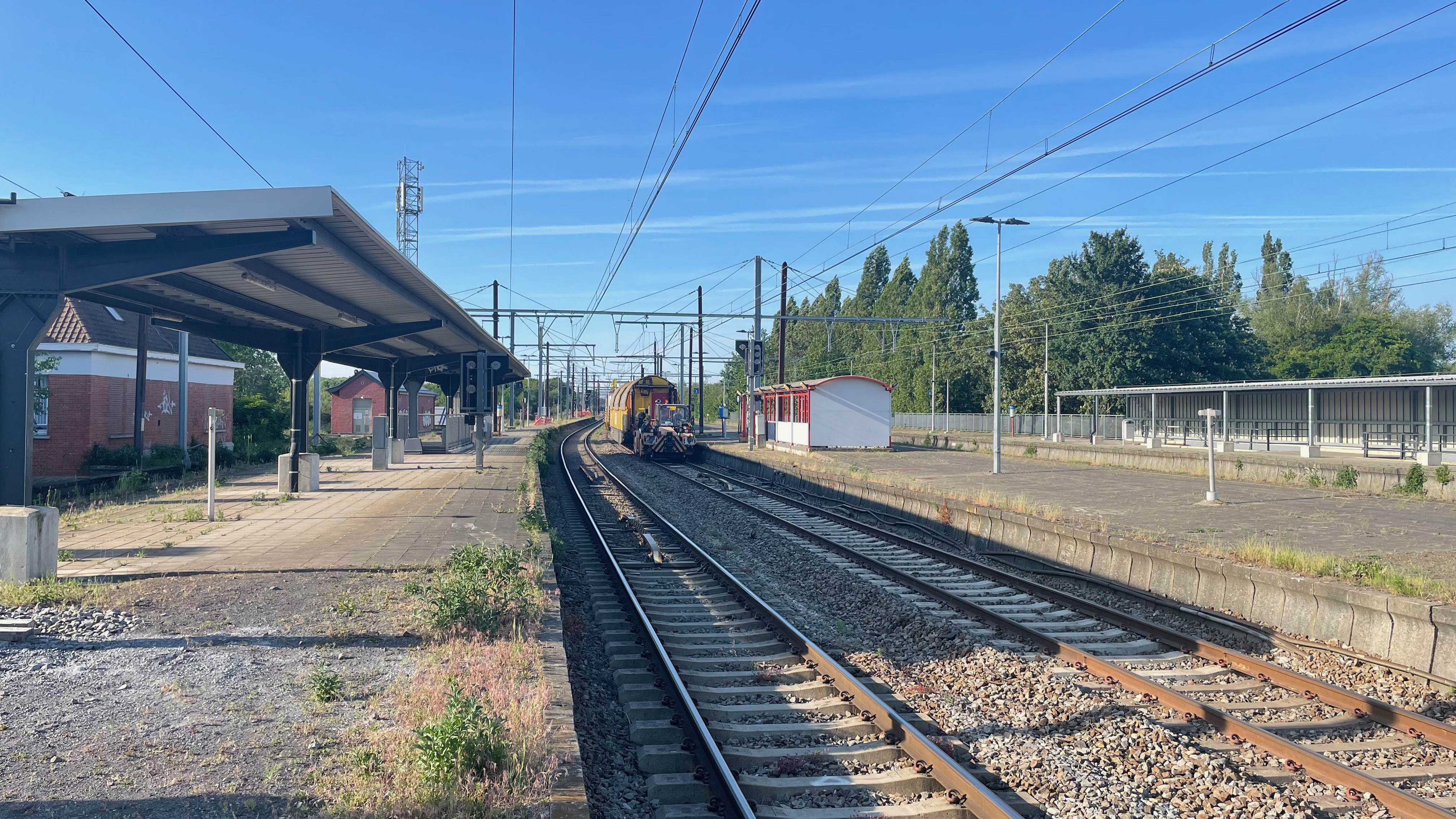
Quais de la halte.
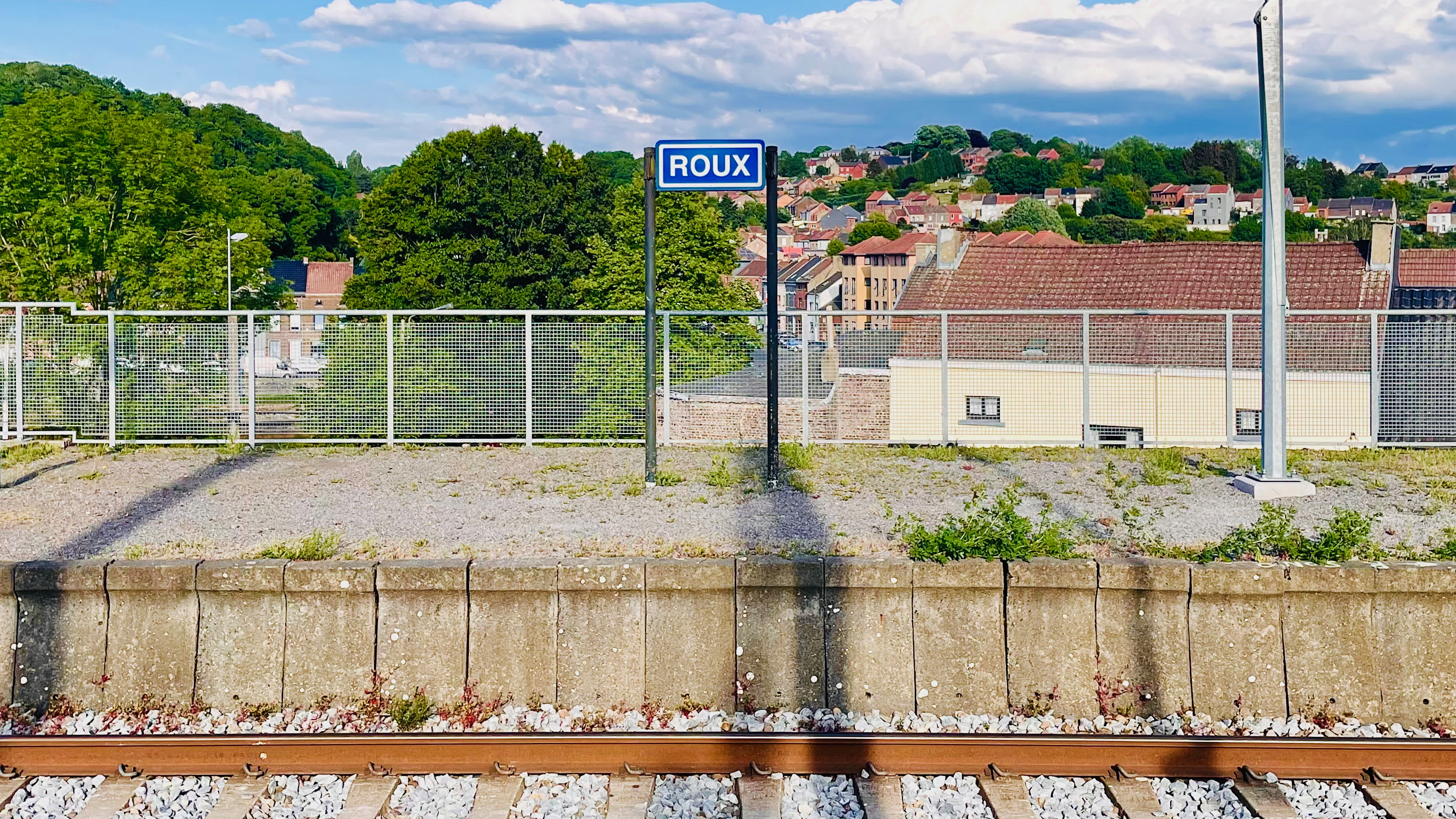
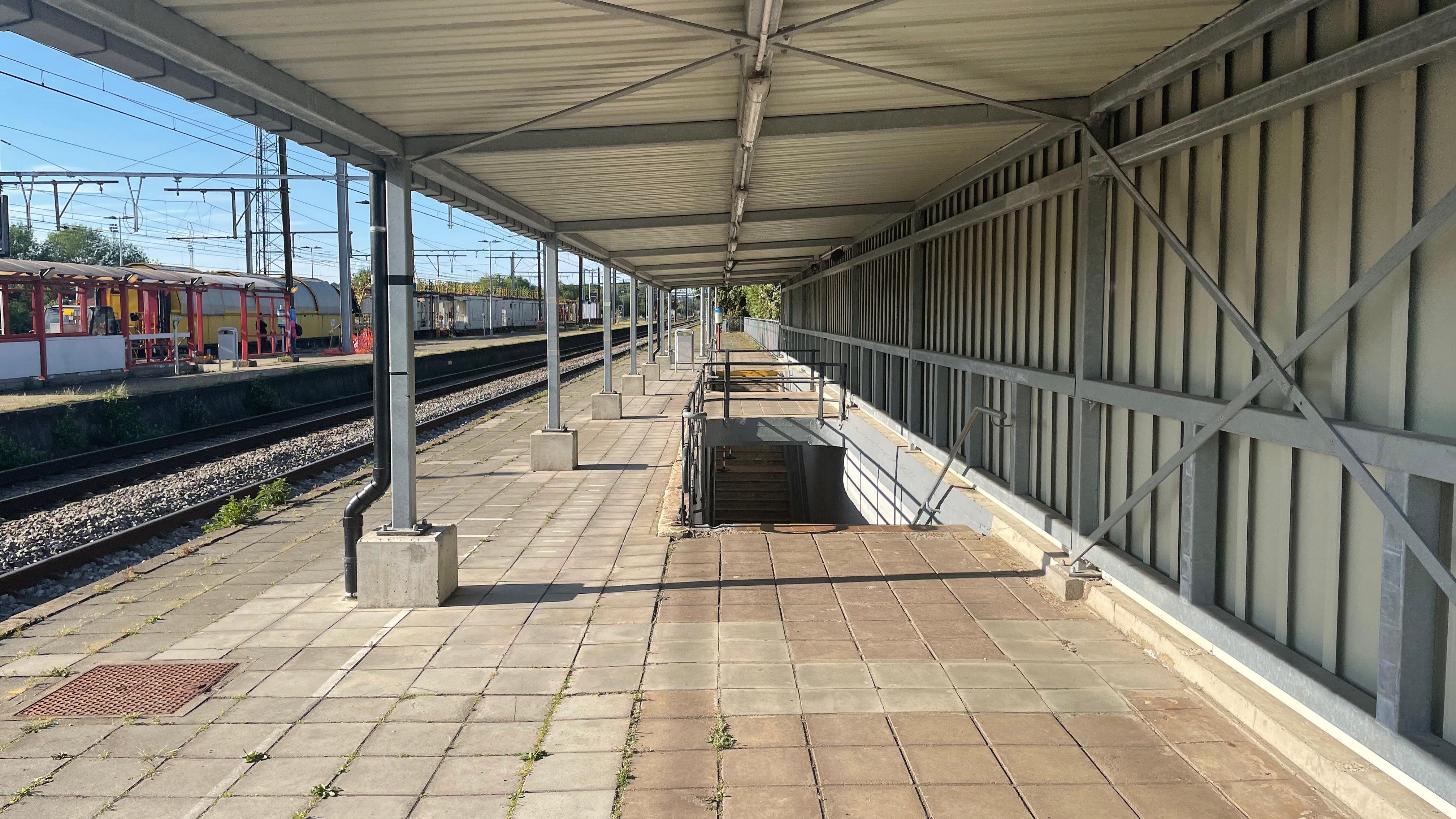
Accès au souterrain.